# Egil Olsen
Egil Roger Olsen (ur. 22 kwietnia 1942 w Fredrikstad) – trener piłkarski i były norweski piłkarz, były reprezentant kraju.

## Kariera klubowa
Olsen rozpoczynał karierę w klubie Østsiden. W 1965 przeszedł do znanego w całej Norwegii klubu Vålerenga Fotball. Po trzech latach gry w 1968 przeszedł do Sarpsborg FK.
Od 1972 łączył pracę trenera z grą w piłkę, w klubach Frigg i Hasle-Løren, w którym to w 1975 zakończył karierę piłkarską.

## Kariera reprezentacyjna
Olsen zadebiutował w barwach Norwegii 11 października 1964 w przegranym 0:2 spotkaniu z Danią. 
Olsen zagrał w eliminacjach do Mistrzostw Świata 1966 (2 spotkania). Wystąpił również w kwalifikacjach do Mistrzostw Europy 1972 (4 spotkania). 
Po raz ostatni w drużynie narodowej wystąpił 27 października 1971 w przegranym 0:4 starciu z Węgrami. Łącznie Olsen w latach 1964–1971 rozegrał w drużynie norweskiej 16 spotkań.
| Mecze i gole w reprezentacji | Mecze i gole w reprezentacji | Mecze i gole w reprezentacji | Mecze i gole w reprezentacji | Mecze i gole w reprezentacji | Mecze i gole w reprezentacji | Mecze i gole w reprezentacji |
| #                            | Data                         | Miasto                       | Przeciwnik                   | Gol                          | Wynik                        | Rozgrywki                    |
| ---------------------------- | ---------------------------- | ---------------------------- | ---------------------------- | ---------------------------- | ---------------------------- | ---------------------------- |
| 1.                           | 11.10.1964                   | Kopenhaga                    | Dania                        |                              | 0:2                          | Mistrzostwa Nordyckie        |
| 2.                           | 08.11.1964                   | Luksemburg                   | Luksemburg                   |                              | 2:0                          | El. MŚ 1966                  |
| 3.                           | 11.11.1964                   | Paryż                        | Francja                      |                              | 0:1                          | El. MŚ 1966                  |
| 4.                           | 19.05.1965                   | Bergen                       | Tajlandia                    |                              | 7:0                          | towarzyski                   |
| 5.                           | 13.05.1970                   | Oslo                         | Czechosłowacja               |                              | 0:2                          | towarzyski                   |
| 6.                           | 17.06.1970                   | Bergen                       | Finlandia                    |                              | 2:0                          | Mistrzostwa Nordyckie        |
| 7.                           | 20.07.1970                   | Reykjavík                    | Islandia                     |                              | 0:2                          | towarzyski                   |
| 8.                           | 13.09.1970                   | Oslo                         | Szwecja                      |                              | 2:4                          | Mistrzostwa Nordyckie        |
| 9.                           | 23.09.1970                   | Kopenhaga                    | Dania                        |                              | 1:0                          | Mistrzostwa Nordyckie        |
| 10.                          | 07.10.1970                   | Oslo                         | Węgry                        |                              | 1:3                          | El. ME 1972                  |
| 11.                          | 11.11.1970                   | Lyon                         | Francja                      |                              | 1:3                          | El. ME 1972                  |
| 12.                          | 15.11.1970                   | Sofia                        | Bułgaria                     |                              | 1:1                          | El. ME 1972                  |
| 13.                          | 21.07.1971                   | Stavanger                    | Anglia                       |                              | 2:1                          | towarzyski                   |
| 14.                          | 08.08.1971                   | Malmö                        | Szwecja                      |                              | 0:3                          | Mistrzostwa Nordyckie        |
| 15.                          | 25.08.1971                   | Helsinki                     | Finlandia                    |                              | 1:1                          | Mistrzostwa Nordyckie        |
| 16.                          | 27.10.1971                   | Budapeszt                    | Węgry                        |                              | 0:4                          | El. ME 1972                  |

## Kariera trenerska
Olsen był menedżerem reprezentacji Norwegii od 1990 do 1998, prowadząc ją do finałów Mistrzostw Świata w 1994 i 1998.
W czerwcu 1999 Olsen pojawił się w angielskiej piłce nożnej, kiedy został mianowany menedżerem Wimbledonu. Stał się w ten sposób pierwszym Norwegiem, który trenował w Premier League. Pozostał na stanowisku przez niecały rok i został zwolniony tuż przed spadkiem klubu z Premier League.
19 maja 2007 Olsen odrzucił ofertę zarządzania reprezentacją Iraku, powołując się na napięty harmonogram. Jednak prezydent irackiej federacji piłki nożnej obiecał, że nie zrezygnuje z jego podpisu i 17 września Olsen podpisał trzyletni kontrakt. W lutym 2008 roku Irak zwolnił Olsena.
14 stycznia 2009 ogłoszono, że Olsen ponownie poprowadzi reprezentację Norwegii w okresie przejściowym, dopóki nie zostanie znaleziony następca Åge Hareide.
W swoim pierwszym meczu pod jego kierownictwem pokonali Niemcy 1:0 w towarzyskim meczu wyjazdowym w Düsseldorfie. To pierwsze zwycięstwo Norwegii nad Niemcami od Letnich Igrzysk Olimpijskich w 1936 w Berlinie.
27 września 2013 Olsen zgodził się zrezygnować z funkcji trenera po porażce w eliminacjach do Mistrzostw Świata u siebie ze Szwajcarią.